# Neuhöfer Karpfenteiche
Die Neuhöfer Karpfenteiche in Mecklenburg befinden sich im Norden des Stadtgebiets von Neustadt-Glewe im Landschaftsschutzgebiet Lewitz.

## Lage
Die Karpfenteiche linksseitig der Müritz-Elde-Wasserstraße (MEW) bestehen aus insgesamt zwölf größeren und weiteren kleinen Becken, die voneinander durch Dämme, auf denen zum Teil Wege und Straßen verlaufen, getrennt sind. Die ausgedehnten Wasserflächen befinden sich etwa zwei Kilometer nördlich von Neustadt-Glewe. Der namensgebende Ortsteil Neuhof liegt direkt am Südufer. Im Norden und Nordosten grenzt das Gemeindegebiet von Spornitz an die Teiche. Die mehrheitlich viereckigen Teichbecken nehmen insgesamt eine Fläche von 3,6 km² ein. Die maximale Ausdehnung beträgt 3,6 Kilometer in Nord-Süd-Richtung und 1,45 Kilometer von West nach Ost. Im Verlauf der MEW befindet sich auf Höhe der Neuhöfer Karpfenteiche eine Schleuse mit einer Hubhöhe von etwa vier Metern und ein Wasserkraftwerk. Oberhalb der Schleuse liegt dieser auch als Friedrich-Franz-Kanal bezeichnete Teil der Wasserstraße oberhalb des Geländeniveaus des Umlandes, ist somit hier als Hochkanal angelegt worden.

## Teile

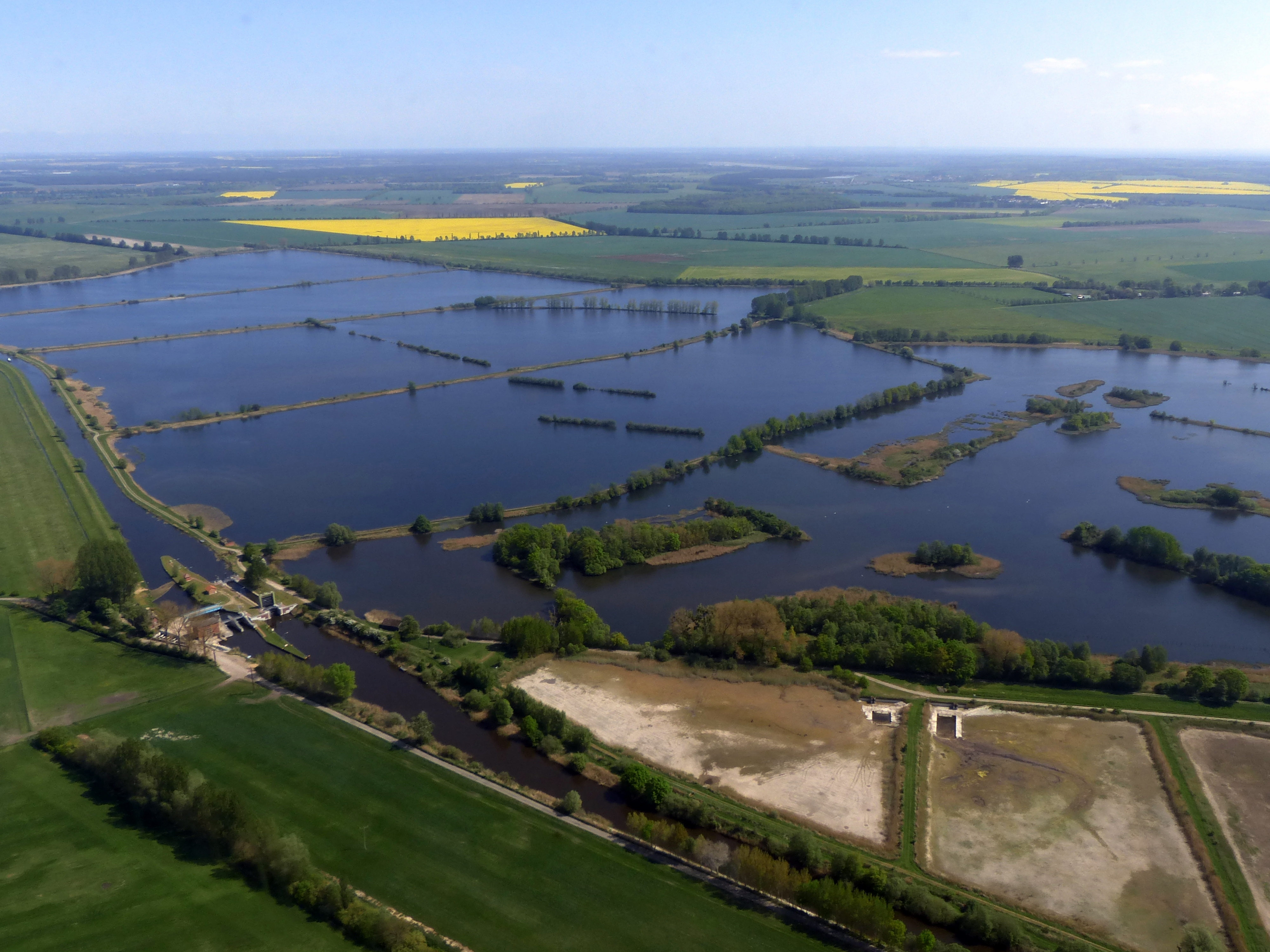
Neuhöfer Karpfenteiche

Die Neuhöfer Karpfenteiche untergliedern sich von Norden beginnend in zwei Neuhöfer Teiche, zwei Dagmar Teiche, den Neuhöfer Teich und sieben als Winterteiche bezeichnete Becken. Die Wasserstände der fünf größten Teichbecken sind unterschiedlich hoch und betragen 34,8 bis 35,4 m ü. NHN. Die Befüllung der Fischteiche erfolgt über die oberhalb der Schleuse höher liegende Müritz-Elde-Wasserstraße. Über ein Grabensystem kann Wasser in die MEW unterhalb der Schleuse und über weitere Gräben in den Brenzer Kanal abgelassen werden.
Der größte Teil der Neuhöfer Karpfenteiche ist, zusammen mit den rechtsseitig der Müritz-Elde-Wasserstraße befindlichen Friedrichsmoorer Karpfenteichen, angrenzenden Flächen, weiteren Teichen zwischen Tramm und Friedrichsmoor und dem ursprünglichen Flusslauf der Elde in diesem Bereich, Bestandteil des Naturschutzgebiets Fischteiche in der Lewitz.